# Enophrys lucasi
Enophrys lucasi és una espècie de peix pertanyent a la família dels còtids.

## Descripció
- Fa 20 cm de llargària màxima.[6][7]

## Hàbitat
És un peix marí, demersal i de clima temperat.

## Distribució geogràfica
Es troba al Pacífic nord: des del mar de Bering fins a la Colúmbia Britànica (el Canadà).

## Observacions
És inofensiu per als humans.